# Radio San Borondón
Radio San Borondón es una cadena de radio canaria, adherida a la Red de Medios Comunitarios (ReMC), cuya sede principal se encuentra en La Laguna (Tenerife, Canarias). Su programación es en su totalidad de producción propia (no realiza desconexiones), se basa en las retransmisiones de los actos culturales y tertulias de análisis de la actualidad sociopolítica, tanto de Tenerife como del resto de Canarias, que se celebran de lunes a viernes en la Sala San Borondón, del Centro de la Cultura Popular Canaria.
Radio San Borondón cuenta además con boletines informativos. Cubre los principales actos plenarios de Ayuntamientos como el de Santa Cruz de Tenerife o de La Laguna, los principales plenos del Parlamento de Canarias y también reivindicaciones y manifestaciones ciudadanas.
Emite por las siguientes frecuencias: 98,2 MHz en Gran Canaria; 92,1 MHz en Santa Cruz de Tenerife; 92.0 MHz en La Laguna; 96.0 MHz en el Norte de Tenerife; a través de las emisoras asociadas Radio Cadena Canaria (Candelaria 99.3 MHz - Güímar 107.0 MHz) y Radio Geneto, (La Laguna 107.5 MHz). También emite por Internet.